# Comuna de Suchożebry
Suchożebry (polaco: Gmina Suchożebry) é uma gminy (comuna) na Polónia, na voivodia de Mazóvia e no condado de Siedlecki. A sede do condado é a cidade de Suchożebry.
De acordo com os censos de 2004, a comuna tem 4620 habitantes, com uma densidade 45,9 hab/km².

## Área
Estende-se por uma área de 100,71 km², incluindo:
- área agrícola: 80%
- área florestal: 13%

## Demografia
Dados de 30 de Junho 2004:
|                      | Total   | Total | Mulheres | Mulheres | Homens  | Homens |
| -------------------- | ------- | ----- | -------- | -------- | ------- | ------ |
|                      | pessoas | %     | pessoas  | %        | pessoas | %      |
| População            | 4620    | 100   | 2264     | 49       | 2356    | 51     |
| Densidade (pop./km²) | 45,9    | 100   | 22,5     | 22,5     | 23,4    | 23,4   |

De acordo com dados de 2002, o rendimento médio per capita ascendia a 1197,2 zł.

## Subdivisões
- Borki Siedleckie, Brzozów, Kopcie, Kownaciska, Krynica, Krześlin, Krześlinek, Nakory, Podnieśno, Przygody, Sosna-Kicki, Sosna-Korabie, Sosna-Kozółki, Sosna-Trojanki, Stany Duże, Stany Małe, Suchożebry, Wola Suchożebrska.

## Comunas vizinhas
- Bielany, Mokobody, Mordy, Paprotnia, Siedlce